# Gérald Côté
Ne doit pas être confondu avec Gérard Côté.
Pour les articles homonymes, voir Côté.
 (avril 2023).
Gérald Côté, né en 1955, est un auteur, professeur de musique, ethnomusicologue et musicien québécois.

## Biographie
Durant sa jeunesse, Gérald Côté est exposé à de la musique traditionnelle comme les reels irlandais et écossais. Son père est violoniste et des soirées dansantes ont lieu à leur domicile. Lors de ces soirées, les tantes et les oncles du jeune Gérald lui demandent de danser la gigue, mais c’est quelque chose qu’il n’aime pas faire.
À cette époque[Laquelle ?], le fait de ne pas s’identifier à la musique des reels amène Gérald Côté à s’intéresser à un autre genre musical : le rock. Il affectionne particulièrement le groupe Led Zeppelin qu’il écoute dans sa chambre en cachette. Les parents de Gérald lui achètent une guitare et il joue les chansons du groupe en tentant d’imiter son idole Jimmy Page.
Plus tard, Gérald Côté fonde avec Jacques Routhier un groupe de musique nommé Syphonik dont font partie Sylvie Boisvert, Guy Beaudoin et Yvan Audet. Le répertoire de cette formation est composé de chansons originales. L’ethnomusicologue a décrit la musique du groupe comme étant du rock progressif folklorique. Syphonik gagne un concours qui pique l’intérêt de producteurs mais la formation ne produit finalement jamais d’enregistrement.

### Parcours académique
Gérald Côté obtient son doctorat en ethnomusicologie en 1997 à l’Université de Montréal.
Depuis 1987, Gérald Côté enseigne l’histoire du blues, du jazz, du rock, des musiques du monde et de la musique populaire anglo-saxonne dans divers établissements académiques de la province de Québec tels que l’Université de Sherbrooke,, le Cégep de Sherbrooke et l'Université Laval. Gérald Côté est actuellement professeur invité à la faculté de musique de l’Université Laval à Québec,.
À l’université Laval, Gérald Côté a co-dirigé des thèses sur la compression dans le processus d’enregistrement sonore, la réception de la « musique noise », l’apport du pianiste Emiliano Salvador au jazz latin et l’aspect identitaire de la scène black metal québécoise.

### Recherche ethnomusicologique
En plus de l’enseignement et de l’écriture de livres, Gérald Côté participe depuis plusieurs années à différents projets en lien avec l’ethnomusicologie. De 1995 à 2005, il dirige un centre d’études spécialisé dans les musiques traditionnelles maliennes nommé le Centre de recherche ethnomusicologique Acte Sept (CREAS) avec le concours de Gaétan Marchand,.
Faire partie de ce centre d’études pendant dix ans emmène Gérald Côté à faire plusieurs voyages sur la côte ouest du continent africain. Lors de ces excursions, se retrouver en Afrique lui permet notamment de mieux comprendre les racines des musiques afro-américaines comme le blues et de se familiariser avec la musique des Touaregs.

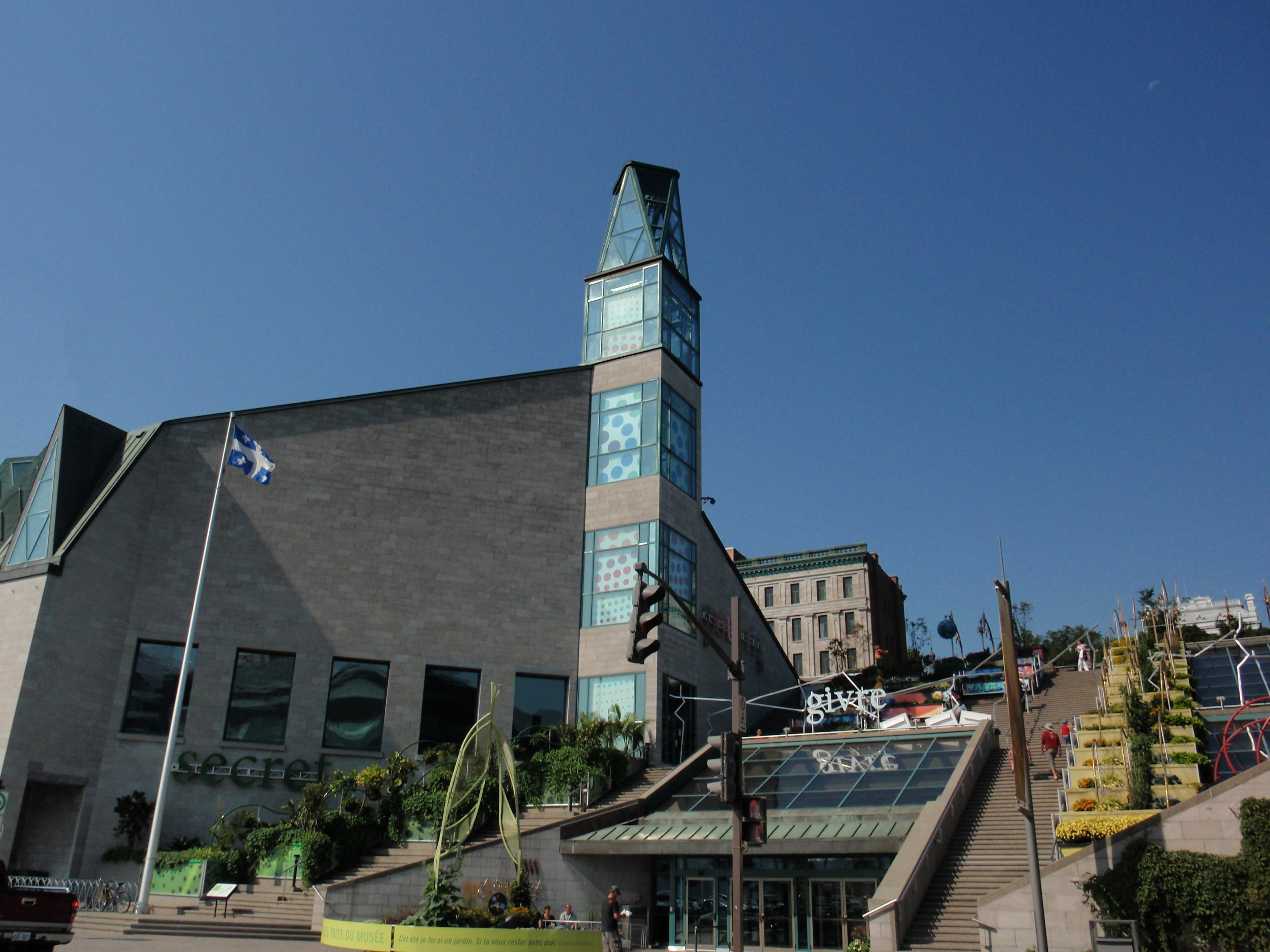
L’extérieur du Musée de la civilisation de Québec en 2009.

Être un consultant pour plusieurs films documentaires permet à l’ethnomusicologue de voyager dans plus d’une quarantaine de pays pour différents projets célébrant les différentes cultures,. Les voyages de recherche de Gérald Côté l’ont emmené à visiter l’Australie, la Chine, l’Inde, l’Équateur et plusieurs îles des Caraïbes.
De 2004 à 2007, Gérald Côté travaille à l’adaptation d’un programme musical pour des enfants autochtones pour la commission scolaire Crie de la baie James,.
En 2010, il travaille à la conception d’une exposition internationale au Musée de la civilisation de Québec. Cette exposition est centrée sur le thème de l’influence des musiques africaines sur la musique des continents américains et des Antilles.

## Projets
- Direction du Centre de recherche ethnomusicologique Acte Sept (CREAS) de 1995 à 2005[12],[13],[17],[18].
- Adaptation de 2004 à 2007 d'un programme de musique destiné à des enfants autochtones pour la commission scolaire Crie de la baie James[15],[16].
- Amène lors d'un voyage d'échange interculturel en 2006 un groupe d'enfants autochtones canadiens de Chisasibi en Afrique pour rencontrer des membres du peuple malien des Dogons[15].
- Travaille à la conception d’une exposition internationale au Musée de la civilisation de Québec en 2011[17],[18].
- Est interviewé en 2015 pour un article du quotidien Le Soleil sur le côté universel de la musique[7] et en 2021 pour un article de La Presse+ sur le rock progressif[19].

## Publications
- Les 101 blues du Québec (1965-1985), Triptyque, Montréal, Québec 1992  (ISBN 2-89031-151-1)
- Processus de création et musique populaire, L’Harmattan, Paris, 1998, 189 p.  (ISBN 978-2738470102)
- Jazz vu de l'intérieur : Pour une anthropologie des musiques afro-américaines, Nota Bene, ville de Québec, 2006, 242 p.  (ISBN 2-89518-239-6)[20]
- Créativité musicale au Québec, Éditions universitaires européennes, Chisinau, République de Moldavie, 2019, 84 p.  (ISBN 978-613-9-50949-2)

### Thèse
- Le processus de création dans la musique commerciale au Québec (thèse), 1997[3]